# Mallophora bellengeri
Mallophora bellengeri là một loài ruồi trong họ Asilidae. Mallophora bellengeri được Farr miêu tả năm 1965.